# Gueorgui Mézentsev
Gueorgui Mézentsev (en ucraniano: Георгій Опанасович Мезенцев; en ruso: Георгий Афанасьевич Мезенцев; Berdiansk, 25 de mayo de 1903 - Moscú, 28 de octubre de 1976) fue un militar y marinero soviético, capitán del legendario barco Komsomol y jefe de las compañías navieras del Mar Negro y del Lejano Oriente.

## Biografía
Mézentsev nació en 1903 en Berdiansk, gobernación de Táurida, y a la edad de 13 años perdió a su padre. Hizo su primer viaje independiente en 1919 en la goleta a motor Santa Helena. Ingresó en la Escuela Marítima de Berdiansk, en el departamento de navegación, pero no se graduó debido a la guerra civil rusa. Se ofreció como voluntario para unirse a la Armada de Obreros y Campesinos del Mar Negro y sirvió como timonel en el faro de Sanzhiski.
En 1924 se graduó en la Escuela Marítima de Odesa e hizo su primer viaje al Atlántico como aprendiz de navegante en el vapor Ilich. Más tarde navegó en rompehielos, en particular en el Litka, y en 1930 fue el asistente principal del capitán del barco de cuatro mástiles Tovarish. En 1933 se graduó en el Instituto Marítimo Estatal de Jersón.
En 1935, Mézentsev es nombrado capitán del barco Timiryazev. En 1936 participó en la Primera Reunión de Stajanovistas de toda la Unión, tras lo cual fue nombrado capitán del barco de nueva construcción Komsomol. Su primer viaje fue a Boston y también entregó cargamento militar al bando republicano durante la guerra civil española. El Komsomol fue el primer barco soviético en romper el bloqueo fascista y entregar tanques, vehículos y un pequeño número de cañones al puerto de Cartagena. El 5 de diciembre de 1936, el barco partió en otro viaje desde Poti a Gante con un cargamento de mineral de manganeso para la compañía Providence y en la noche del 14 de diciembre, frente a las costas de Argelia, el barco fue atacado por el crucero franquista Canarias y hundido.  El ministro de Asuntos Exteriores de la Segunda República, Julio Álvarez del Vayo, inauguró una manifestación de miles de personas y leyó un telegrama del Primer Ministro Largo Caballero mostrando su protesta. Su tripulación fue capturada y condenada a muerte, pena conmutada por 30 años de prisión. Estuvo recluido en la cárcel de El Puerto de Santa María hasta su liberación en octubre de 1937.
Mézentsev dirigió una expedición sin precedentes en la historia del remolque oceánico en 1938, llevando un dique flotante totalmente soldado, construido en la planta de Nicolaiev, debía ser remolcado a Petropávlovsk-Kamchatski. En 82 días se recorrieron casi 11 mil millas a través de once mares y dos océanos, llegando al puerto de destino 20 días antes de lo previsto.
En vísperas de la Segunda Guerra Mundial, Mézentsev dirigía la Compañía Naviera del Mar Negro y con el comienzo de la guerra, fue nombrado jefe de la recién creada administración de la cuenca del Mar Negro-Azov. Desarrolla operaciones de combate, participa en la defensa y evacuación de Odesa, Sebastopol, Yalta, Feodosia, Kerch y Novorosíisk. En 1943, durante la batalla de Stalingrado, el capitán Mézentsev fue nombrado Comisario Plenipotenciario del Pueblo para el Caspio Norte y se le confía la gestión del suministro de armas para la ciudad combatiente. La guerra soviético-japonesa lo encontró en el puesto de jefe de la Compañía Naviera del Lejano Este. Sus barcos de vapor construyeron un puente a través del océano, trayendo tanques y proyectiles y entregando alimentos.
Después del final de la Segunda Guerra Mundial, dirigió uno de los principales departamentos del Ministerio de Transporte Marítimo de la URSS durante 20 años. Murió en octubre de 1976 en Moscú, siendo enterrado en el cementerio Golovinskoye.

## Homenajes
En 1979 se comenzó a construir el buque portacontenedores "capitán Mézentsev" del Proyecto 1609. El 14 de diciembre de 2016, se instaló una placa conmemorativa al capitán Mézentsev en la Casa Potocki de Odesa.

## Premios y honores
- Orden de Lenin, tres veces
- Orden de la Guerra Patria, 1º grado (29 de septiembre de 1945)
- Orden de la Bandera Roja  (10 de agosto de 1945)
- Orden de la Bandera Roja del Trabajo (23 de marzo de 1944)